# Saran, Loiret
Saran är en kommun i departementet Loiret i regionen Centre-Val de Loire strax norr Frankrikes mitt. Kommunen ligger i kantonen Ingré som tillhör arrondissementet Orléans. År 2022 hade Saran 16 866 invånare.

## Befolkningsutveckling
Antalet invånare i kommunen Saran
| Referens: INSEE |